# Ruhollah Jomeiní
Ruhollah Musavi Jomeiní o, en su versión correctamente castellanizada, Ruholá Musavi Jomeiní (روح الله موسوی خمینی en persa; Jomein, 24 de septiembre de 1902-Teherán, 3 de junio de 1989) fue un ayatolá iraní, líder político-espiritual de la Revolución islámica de 1979, que derrocó al último sah Mohammad Reza Pahleví, y líder supremo del país hasta su muerte. Es considerado el fundador de la República Islámica de Irán. Tras la revolución, Jomeiní se convirtió en el líder supremo del país, una posición creada en la constitución de la república islámica como la autoridad política y religiosa de más alto rango de la nación, cargo que ocupó hasta su muerte. La mayor parte de su gobierno la pasó al frente de la guerra entre Irán e Irak de 1980 a 1988. Alí Jamenei lo sucedió el 4 de junio de 1989. 
Jomeiní nació en Jomein, en lo que hoy es la provincia de Markazi en Irán. Su padre fue asesinado en 1903 cuando Jomeiní tenía dos años. Empezó a estudiar el Corán y el idioma persa desde una edad temprana y sus familiares, entre ellos el primo de su madre y su hermano mayor, lo asistieron en sus estudios religiosos. 
Jomeiní fue un marya («fuente de emulación») en el islam chiita duodecimano, un muytahid o alfaquí (experto en la sharia) y autor de más de cuarenta libros, pero es principalmente conocido por su actividad política. Pasó más de quince años en el exilio por su oposición al último sah, Mohammad Reza Pahleví. En sus escritos y predicaciones extendió la teoría del wilayat-el faqih, la «gobernancia o tutela a manos del jurista islámico (autoridad clerical)», para poder incluir un gobierno político teocrático a manos de juristas islámicos. Este principio (si bien no era conocido por el público en general antes de la revolución), se añadió a la nueva constitución iraní después de ser sometida a referéndum. Según The New York Times, Jomeiní llamaba a la democracia como el equivalente a la prostitución. Es motivo de debates si las ideas de Jomeiní son compatibles con la democracia o si pretendía que la república islámica fuera democrática. Jomeiní fue elegido como persona del año de la revista Time en 1979 por su influencia internacional, y ha sido descrito como el «rostro virtual del Islam chiita en la cultura popular occidental». En 1982, sobrevivió a un intento de golpe militar. Jomeini fue conocido por su apoyo a los secuestradores durante la crisis de los rehenes en Irán, así como por su fatwa pidiendo el asesinato del novelista indio-británico Salman Rushdie, y por referirse a los Estados Unidos como el «Gran Satán» y a la Unión Soviética como el «Satán menor». Jomeini ha sido criticado por estos actos y por violaciones a los derechos humanos de los iraníes (entre ellas su orden de ejecución de miles de prisioneros políticos, criminales de guerra y prisioneros de la guerra Irán-Irak).
También ha sido celebrado por académicos chiitas como un «líder carismático de inmensa popularidad» y un «campeón del revivalismo islámico», que intentó establecer buenas relaciones entre sunitas y chiitas, y un importante innovador en asuntos de teoría política y estrategia política populista de orientación religiosa. Jomeini ostentaba el título de Gran Ayatolá y es conocido oficialmente como Imam Jomeini en Irán y por sus partidarios a nivel internacional. Por lo general, otros se refieren a él como Ayatolá Jomeini. En Irán, su tumba con cúpula dorada en el cementerio de Behesht Zahra de Teherán se ha convertido en un santuario para sus seguidores, y es legalmente considerado «inviolable», y los iraníes son castigados regularmente por insultarlo. Un culto a la personalidad se desarrolló alrededor de Jomeini después de la revolución iraní. Su hogar natal fue incendiado por manifestantes en las Protestas por la muerte de Mahsa Amini.

## Primeras etapas de la vida

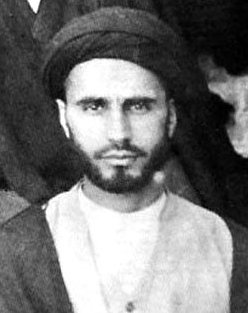
Jomeini en su juventud

Nació en una pequeña población situada a 300 km al sur de Teherán, como Ruhollah Hendi. A principios de los años 1930 tomó el nombre de Jomeini (خمینی en persa) en alusión a su lugar de nacimiento. Sus padres, Jayed Mustafá Mussaví y Hajar Saghafí, tuvieron seis hijos, de los cuales él era el más joven.
El peso de la tradición religiosa de su familia determinó su vocación desde muy pronto. Su abuelo Mirza Ahmad, su hermano Passaiden y su padre Jayed Mustafá fueron ayatolás. Ellos le inculcaron sus convicciones religiosas y su fervor político, especialmente contra los kayares, la dinastía reinante en Irán a principios del siglo XX.
Jomeini decía ser un sayyid, ya que su familia afirmaba ser descendiente de Mahoma a través del séptimo de Los Doce Imanes, Musa al-Kazim. Varios de sus cercanos antepasados se dedicaron a los estudios islámicos. Su padre y sus dos abuelos fueron clérigos chiitas. Su abuelo paterno, sayid Musawi Ahmad Hindi, pasó muchos años en la India, antes de regresar a Persia para comprar una casa en la ciudad de Jomein, en la que vivió su familia hasta fines del siglo XX.
Cuando Jomeini tenía cinco meses de edad, su padre fue asesinado. Muchos historiadores creen que pudo haber sido víctima de una disputa local. Una tía segunda procedió a criar a Jomeini hasta 1918. Él comenzó a estudiar el Corán a los seis años. Un año más tarde, comenzó a asistir a una escuela local donde aprendió matemáticas, ciencias, geografía y otras materias. Durante su infancia, continuó su educación religiosa y secular con la asistencia de sus familiares, incluida su madre, su primo Ja'far, y su hermano mayor Morteza Pasandideh. A los siete años, fallecieron su tía y a su madre. Su religión, sumada a la muerte de su padre, le harían verse a sí mismo como una víctima que debía tomar no solo una revancha contra los que promovieron el asesinato de su padre, sino también contra todos aquellos musulmanes que se desviaran de la práctica del verdadero islam.
Después de la Primera Guerra Mundial, su familia consiguió que estudiara en un seminario islámico en Isfahán, pero Jomeini se trasladó a Arak (1920) y comenzó sus estudios bajo la dirección del ayatolá Abdul Karim Haeri Yazdi. Al año siguiente, el ayatolá Haeri Yazdi transfirió el seminario islámico a la ciudad santa de Qom, al sudoeste de Teherán, e invitó a sus alumnos a seguirle. Jomeini aceptó la invitación y se trasladó a la escuela Dar al-Shafa, en Qom. Entre sus estudios estuvieron la Sharia (ley islámica) y el Fiqh (jurisprudencia). También se interesó por la poesía y la filosofía Irfan. Al llegar a Qom, siguió la orientación de Mirza Alí Akbar Yazdí, un estudioso de Filosofía y mística. Este murió en 1924, pero Jomeini siguió con su estudio de filosofía con otros dos profesores: Javad Aqa Maleki Tabrizi y Rafi'i Qazvini. Sin embargo, la mayor influencia de Jomeini fue otro maestro: Mirza Muhammad Alí Shahabadí, además de una gran variedad de históricos místicos sufíes, entre quienes se incluyen Mulla Sadra e Ibn Arabi.

## Profesor y estudioso

### Literatura y poesía
Aparte de la filosofía, Jomeini estaba interesado en la literatura y la poesía. Su colección de poesía se publicó después de su muerte. Desde su adolescencia, escribía poesía mística, política y social. Se desconoce si estudió la poesía mística de santa Teresa de Jesús o san Juan de la Cruz, pero se percibe en su obra una aproximación similar al deseo de unión con Dios, además de una búsqueda de la soledad y de un afán típicamente sufí por desprenderse del ego. Sus obras se publicaron en tres colecciones: El confidente, El decantador de amor y el punto de inflexión y Diván.

### Política
Jomeini fue nombrado ayatolá en los años 1950. En 1964 se exilió por sus críticas al gobierno del sah Mohammad Reza Pahlavi. Estuvo en Irak hasta que se vio obligado a abandonar el país en 1978. Se estableció entonces en Neauphle-le-Château en Francia.

## Actividad política temprana

### Contexto
La mayoría de los iraníes tenían un profundo respeto por el clero chiita o Ulema, y tendían a ser religiosos, tradicionales y ajenos al proceso de occidentalización impulsado por el Sah. Para finales del siglo XIX, el clero había demostrado ser una fuerza política poderosa en Irán iniciando la Protesta del Tabaco en contra de una concesión a un interés extranjero (británico) en 1891. A la edad de 61 años, Jomeiní encontró abierto el escenario del liderazgo tras las muertes del ayatolá Sayyed Husayn Borujerdi (1961), el poco activo líder religioso de los chiitas, y del ayatolá Abol-Ghasem Kashani (1962), un clérigo activista. La clase clerical había estado a la defensiva desde la década de 1920, cuando el modernizador secular y anticlerical Reza Shah Pahlavi subió al poder. El hijo de Reza, Mohammad Reza Shah, instituyó una «Revolución Blanca», que resultó en un desafío más para los Ulema.

### Oposición a la Revolución Blanca

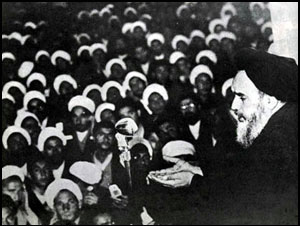
Discurso de Jomeini contra el Sah en Qom, 1964

En enero de 1963, el Sah anunció la «Revolución Blanca», un programa de reformas de seis puntos que pedía la reforma agraria, la nacionalización de los bosques, la venta de empresas estatales a intereses privados, cambios electorales para otorgar el derecho al voto a las mujeres y permitir que no-musulmanes ocuparan cargos públicos, participación en las ganancias en la industria y una campaña de alfabetización en las escuelas de la nación. Algunas de estas iniciativas eran consideradas peligrosas, especialmente por parte de los poderosos y privilegiados ulema chiitas (el clero de académicos religiosos), y como tendencias occidentalizadoras por los tradicionalistas (Jomeini las veía como «un ataque al Islam»). El ayatolá Jomeini convocó a una reunión de los otros maryas de alto rango de la ciudad de Qom y los convenció de que declararan un boicot al referéndum sobre la Revolución Blanca. El 22 de enero de 1963, Jomeini emitió una declaración enérgica criticando al Sah y sus planes. Dos días después, el Sah movilizó una columna blindada a Qom y pronunció un discurso atacando duramente a los ulema como clase. 
Jomeini continuó sus críticas contra los programas del Sah, publicando un manifiesto que llevaba las firmas de otros ocho clérigos religiosos chiitas iraníes de alto rango. En este enumeraba las diversas formas en que el Sah supuestamente había violado la constitución, condenaba la expansión de la corrupción moral en el país y acusaba al Sah de sumisión a los Estados Unidos e Israel. También decretaba que las celebraciones de Nouruz por el año nuevo iraní de 1342 (que caería el 21 de marzo de 1963) fueran canceladas como señal de protesta contra las políticas gubernamentales. 
En la tarde de 'Ashura (3 de junio de 1963), Jomeini pronunció un discurso en la madrasa de Feyziyeh trazando paralelismos entre el califa musulmán sunita Yazid, a quien los chiitas consideran un 'tirano', y el Sah, denunciando al Sah como un «hombre desgraciado y miserable», y advirtiéndole que si no cambiaba sus costumbres llegaría el día en que gente le agradecería que saliera del país. El 5 de junio de 1963 (15 de jordad) a las 3:00 a. m., dos días después de esta denuncia pública del Sah Mohammad Reza Pahlavi, Jomeini fue detenido en Qom y trasladado a Teherán. Tras esta acción, hubo tres días de grandes disturbios en todo Irán y unas 400 personas murieron. Ese evento ahora se conoce como el Movimiento del 15 de Jordad. Jomeini fue mantenido bajo arresto domiciliario y puesto en libertad en agosto.

### Oposición a las capitulaciones
El 26 de octubre de 1964, Jomeini criticó tanto al Sah como a los Estados Unidos. Esta vez fue en respuesta a las «capitulaciones» o inmunidad diplomática otorgada por el Sah al personal militar estadounidense en Irán. La ley de «capitulación» (o «acuerdo sobre el estatuto de las fuerzas») permitió que miembros de las fuerzas armadas estadounidenses en Irán fueran juzgados en sus propios tribunales militares. Jomeini fue arrestado en noviembre de 1964 y estuvo detenido durante medio año. Tras su liberación, fue llevado ante el primer ministro Hasán Alí Mansur, quien trató de convencer a Jomeini de que debía disculparse y abandonar su oposición al gobierno. Cuando Jomeini se rehusó, Mansur abofeteó a Jomeini en un ataque de rabia. Dos meses después, Mansur fue asesinado cuando se dirigía al parlamento. Posteriormente, cuatro miembros de los Fadayan-e Islam fueron ejecutados por el asesinato.

### Exilio
El 4 de noviembre de 1964, Jomeini fue arrestado por la SAVAK. Luego fue llevado al aeropuerto internacional de Mehrabad en Teherán y enviado en secreto a Turquía, primero a Ankara y luego a Bursa. El 5 de septiembre de 1965, se trasladó a Náyaf, Irak y permaneció allí hasta que Sadam Huseín lo deportó. Finalmente, debido a la presión de Mohammad Reza Pahlavi fue exiliado a Neauphle-le-Château, (alrededores de París), el 6 de octubre de 1978.

## Líder Supremo de la República Islámica de Irán

### Regreso a Irán

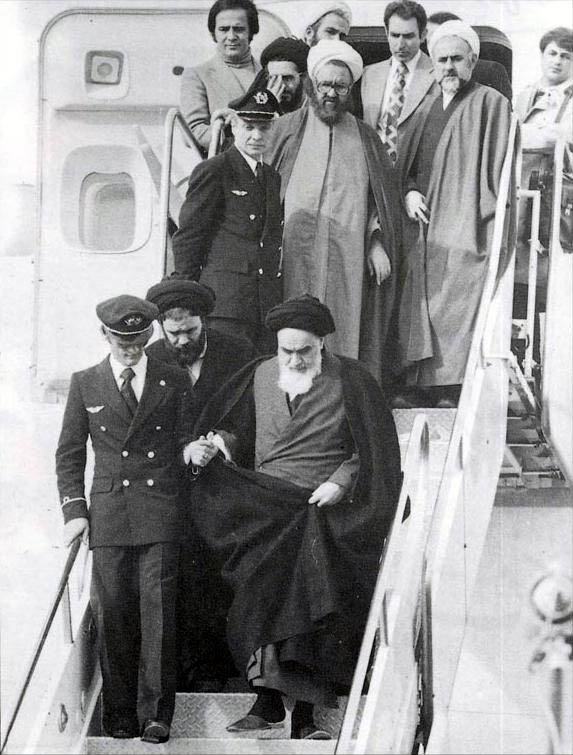
Llegada de Jomeini el 1 de febrero de 1979. Cuando se le preguntó acerca de sus sentimientos al regresar del exilio en el avión, respondió Hichi; «Nada».

A Jomeini no se le permitió regresar a Irán durante el reinado del Sah (puesto que había sido exiliado). El 16 de enero de 1979, el Sah abandonó el país para recibir tratamiento médico (aunque se dijo que había salido «de vacaciones»), para no regresar nunca más. Dos semanas después, el jueves 1 de febrero de 1979, Jomeini regresó triunfalmente a Irán, recibido por una jubilosa multitud estimada (por la BBC) en hasta cinco millones de personas. En su vuelo chárter de Air France de regreso a Teherán, lo acompañaron 120 periodistas, entre ellos tres mujeres. Uno de los periodistas, Peter Jennings, le preguntó: «Ayatolá, ¿sería tan amable de decirnos cómo se siente al estar de regreso en Irán?» Jomeini respondió a través de su asistente Sadegh Ghotbzadeh: «Hichi» (Nada). Esta afirmación, muy discutida en ese momento y en adelante, fue considerada por algunos como un reflejo de sus creencias místicas y su desapego al ego. Otros lo consideraron como una advertencia a los iraníes que esperaban de él que fuera un «líder nacionalista de tendencia mayoritaria» de que les iba a decepcionar.

Jomeini y el primer ministro interino, Mehdí Bazargán.

Para otros, era reflejo de un líder insensible, incapaz o indiferente a entender los pensamientos, creencias o necesidades de la población iraní.
Jomeini se opuso rotundamente al gobierno provisional de Shapur Bajtiar, prometiendo «Les daré una patada en los dientes. Yo nombro al gobierno». El 11 de febrero (bahmán 22), Jomeini nombró a su propio primer ministro interino, Mehdí Bazargán, exigiendo que «ya que lo he nombrado, debe ser obedecido». Era «el gobierno de Dios», advertía, de forma que la desobediencia contra él o contra Bazargán se consideraría una «rebelión contra Dios».
A medida que el movimiento de Jomeini ganaba impulso, los soldados empezaron a desertar hacia su bando y Jomeini declaró mala suerte a las tropas que no se rindieran. El 11 de febrero, a medida que se extendía la revuelta y las armerías eran capturadas, los militares declararon neutralidad y el régimen de Bajtiar colapsó. El 30 y 31 de marzo de 1979, se aprobó un referéndum para reemplazar la monarquía por una república islámica con un 98 % de votos a favor del reemplazo, con la pregunta: «¿Debería abolirse la monarquía a favor de un gobierno islámico?».

### Constitución islámica
Mientras estaba en París, Jomeini había «prometido un sistema político democrático» para Irán, pero una vez en el poder, abogó por la creación de una teocracia basada en la teoría del Velayat-e Faghih. Esto llevó a la purga o al reemplazo de muchos políticos seculares en Irán, y Jomeini y sus asociados cercanos tomaron las siguientes medidas: Establecer tribunales revolucionarios islámicos; reemplazar la fuerza militar y policial anterior; poner a los principales teólogos e intelectuales islámicos de Irán a cargo de redactar una constitución teocrática («con un papel central para la Velayat-e Faghih»); crear el Partido de la República Islámica (PRI) a través de los Motjahed de Jomeini con el objetivo de establecer un gobierno teocrático y destruir cualquier oposición secular («como competidores de Jomeini en la jerarquía religiosa»); reemplazar todas las leyes seculares por leyes islámicas; neutralizar o castigar a los principales teólogos que tenían ideas en conflicto con las de Jomeini, entre ellos Mohammad Kazem Shariatmadari, Hassan Tabatabaei Qomi y Hosein Alí Montazerí.
Los grupos de oposición afirmaron que la constitución provisional de Jomeini para la República Islámica no incluía inicialmente el cargo de gobernante clerical islámico supremo. El gobierno islámico había sido definido por Jomeini en su libro Hokumat-e Islami: Velayat-e faqih (Gobierno islámico: Gobernanza a manos del jurista) que se publicó mientras Jomeini estaba en el exilio en 1970, y que se introdujo de contrabando en Irán y se distribuyó a los partidarios de Jomeini. Este libro incluía la noción de Jomeini de wilayat al-faqih (Gobernanza a manos del jurista islámico), así como el razonamiento y, en su opinión, la necesidad del mismo para dirigir un estado islámico. 
Jomeini y sus seguidores se esforzaron en reprimir a algunos antiguos aliados y reescribieron la constitución propuesta. Se cerraron algunos periódicos y se agredió a quienes protestaban por los cierres. Grupos de oposición como el Frente Nacional Democrático o el Partido Republicano del Pueblo Musulmán fueron atacados y finalmente prohibidos. Por medio del apoyo popular, los partidarios de Jomeini obtuvieron una abrumadora mayoría de los escaños en la Asamblea de Expertos que modificó la constitución propuesta. La constitución nuevamente propuesta incluía a un jurista islámico como líder supremo del país y un Consejo de Guardianes que vetara la legislación no islámica y seleccionara a los candidatos a los cargos públicos, descalificando a los que fuesen considerados no islámicos.
En noviembre de 1979 la nueva constitución de la República Islámica fue aprobada por referéndum nacional, que estableció la República Islámica con un presidente electo cada 4 años. El mismo Jomeini fue instituido como el Líder Supremo de Irán (Jurista Guardián) y oficialmente se le empezó a denominar «Líder de la Revolución». El 4 de febrero de 1980, Abolhasán Banisadr fue elegido como primer presidente de Irán. Los críticos lamentaron que Jomeini no hubiera cumplido su palabra de que sería un consejero, en lugar de gobernante, del país. Su gobierno interrumpió así la occidentalización emprendida por el sah e instauró la ley islámica.

### Crisis de rehenes
El 22 de octubre de 1979, los Estados Unidos admitieron al exiliado y enfermo Sah Pahlaví en el país para que recibiera tratamiento contra el cáncer. Este generó en Irán una protesta inmediata, y Jomeiní y grupos de izquierda exigieron el regreso del Sah a Irán para que fuese juzgado y ejecutado. 
El 4 de noviembre, un grupo de estudiantes universitarios iraníes que se autodenominaban Estudiantes Musulmanes Seguidores de la Línea del Imán, tomó control de la Embajada de los Estados Unidos en Teherán y retuvo a 52 miembros del personal de la embajada como rehenes durante 444 días, un evento conocido como la crisis de los rehenes en Irán. En los Estados Unidos, la toma de rehenes fue vista como una flagrante violación del derecho internacional y despertó una intensa ira y sentimientos antiiraníes.
En Irán, la toma fue inmensamente popular y se ganó el apoyo de Jomeiní bajo el eslogan de «Estados Unidos no puede hacer ni una maldita cosa contra nosotros» (en persa: آمریکا هیچ غلطی نمی‌تواند بکند). La toma de la embajada de un país al que llamaba el «Gran Satán» ayudó a promover la causa del gobierno teocrático y a tomarle ventaja a los políticos y grupos que enfatizaban la estabilidad y las relaciones normalizadas con otros países. Se dice que Jomeiní le dijo a su presidente: «Esta acción tiene muchos beneficios... esto ha unido a nuestro pueblo. Nuestros oponentes no se atreven a actuar contra nosotros. Podemos someter la constitución al voto popular sin dificultad, y llevar a cabo elecciones presidenciales y  parlamentarias». La nueva constitución fue aprobada con éxito por referéndum un mes después de que comenzara la crisis de los rehenes.
La crisis tuvo el efecto de dividir a la oposición en dos grupos: los radicales que apoyaban la toma de rehenes y los moderados que se oponían a ella. El 23 de febrero de 1980 Jomeiní proclamó que el majlis de Irán decidiría el destino de los rehenes de la embajada estadounidense y exigió que Estados Unidos entregara al Sah para que fuera juzgado en Irán por crímenes contra la nación. Aunque el Sah murió unos meses después, durante el verano, la crisis continuó. En Irán, los partidarios de Jomeini llamaron a la embajada «Guarida de espionaje», dando a conocer detalles sobre armamento, equipo de espionaje y muchos volúmenes de documentos oficiales y clasificados que encontraron allí.

### Relaciones con países islámicos y no alineados
Jomeini creía en la unidad y solidaridad musulmanas y en la exportación de su revolución al resto del mundo. Creía que los musulmanes chiitas y sunitas (significativamente más numerosos) deberían estar «unidos y oponerse firmemente a las potencias occidentales y arrogantes». «Establecer el estado islámico en todo el mundo es uno de los grandes objetivos de la revolución». Declaró a la semana del nacimiento de Mahoma (la semana entre el 12 y el 17 de rabi 'al-awwal) como la semana de la Unidad. Luego declaró al último viernes de ramadán como el Día Internacional de Quds en 1981.

### Guerra Irán-Irak
Poco después de asumir el poder, Jomeini comenzó a pedir que se alzaran revoluciones islámicas en todo el mundo musulmán, incluyendo al país vecino árabe de Irak, el único estado grande además de Irán con una población de mayoría chií. Al mismo tiempo, Sadam Huseín, el líder baazista nacionalista árabe y secular de Irak, estaba ansioso por aprovechar el debilitamiento militar de Irán y (lo que asumía que era) el caos revolucionario, y en particular por ocupar la provincia adyacente de Juzestán, rica en petróleo, y así como por socavar los intentos revolucionarios islámicos iraníes de incitar a las mayoría chiitas de su país. 
En septiembre de 1980 Irak lanzó una invasión a gran escala de Irán, comenzando la Guerra Irán-Irak (septiembre de 1980-agosto de 1988). Una mezcla de feroz resistencia por parte de los iraníes y de incompetencia militar por parte de las fuerzas iraquíes pronto detuvo el avance iraquí y, a pesar del uso de gas venenoso por parte de Sadam, condenado internacionalmente, Irán había recuperado para principios de 1982 casi todo el territorio que había perdido frente a los iraquíes. La invasión aglutinó a los iraníes tras el nuevo régimen, realzando la prominencia de Jomeini y permitiéndole consolidar y estabilizar su liderazgo. Después de este revés, Jomeini rechazó una oferta iraquí de tregua, y en cambio exigió reparaciones y el derrocamiento de Sadam Huseín del poder. En 1982, tuvo lugar un intento de golpe militar contra Jomeini. La guerra Irán-Irak terminó en 1988, con la muerte de entre 320 000 y 720 000 soldados y milicias iraníes.
Aunque la población y la economía de Irán eran tres veces más grandes que las de Irak, este último país tenía la ayuda de Estados árabes vecinos del Golfo Pérsico, así como del bloque soviético y los países occidentales. Los árabes del Golfo Pérsico y Occidente querían asegurarse de que la revolución islámica no se extendiera por el Golfo Pérsico, mientras que la Unión Soviética estaba preocupada por la amenaza potencial que representaba contra su dominio en Asia central al norte. Sin embargo, Irán tenía grandes cantidades de municiones proporcionadas por los Estados Unidos durante la era del Sah y los Estados Unidos contrabandearon armas ilegalmente a Irán durante la década de 1980 a pesar de la política antioccidental de Jomeini (véase Irán-Contra). 
Durante la guerra los iraníes utilizaron ataques de oleadas humanas (personas que marchaban hacia su muerte segura, incluyendo niños soldados) contra Irak, a las que prometió que irían automáticamente al paraíso —al Yanna— si morían en la batalla, y su búsqueda de la victoria en la guerra Irán-Irak que finalmente resultó inútil. Para marzo de 1984, la población de Irán había disminuido ya en más de dos millones, incluyendo un millón y medio estimado que habría huido de Irán, víctimas de ejecuciones políticas y los cientos de miles de «mártires» de los sangrientos ataques de «oleadas humanas» de Jomeini contra Irak.
En julio de 1988, Jomeini, en sus palabras, «bebió la copa de veneno» y aceptó una tregua mediada por Naciones Unidas. A pesar del alto costo de la guerra —entre 450 000 y 950 000 bajas iraníes y 300 000 millones de dólares— Jomeini insistió en que extender la guerra a Irak en un intento por derrocar a Sadam no había sido un error. En una «carta al clero» escribió: «... no nos arrepentimos, ni lamentamos ni un solo momento por nuestra actuación durante la guerra. ¿Hemos olvidado que luchamos para cumplir con nuestro deber religioso y que el resultado es un asunto marginal?».

### La fetua contra Rushdie
A principios de 1989, Jomeini emitió una fetua que llamaba a la ejecución del escritor angloindio Salman Rushdie, acusado de blasfemia contra el islam por su libro Los versos satánicos, publicado en 1988. Esta no solo exigía su asesinato, sino «el de todos aquellos implicados en la publicación del libro». A pesar de que Rushdie se arrepintió públicamente por «la angustia» que la publicación pudiera haber ocasionado «a los seguidores sinceros del islam», no fue revocada. Según Jomeini, «Incluso si Salman Rushdie se arrepiente y llega a convertirse en el hombre más piadoso de todos los tiempos, es obligatorio que cualquier musulmán entregue todo lo que tenga, su vida y su bienestar, para enviarlo al infierno».
Rushdie no fue asesinado, pero sí lo fue su traductor al japonés, Hitoshi Igarashi, que fue apuñalado repetidamente en la cara y los brazos por un asaltante desconocido. Su cuerpo fue encontrado sin vida el 12 de julio de 1991 en su despacho de la Universidad de Tsukuba, en Ibaraki (Japón). Su traductor al italiano, Ettore Capriolo, tuvo más suerte y sobrevivió a un atentado similar en Milán, tan solo nueve días antes de la muerte de Igarashi.

## La vida durante el régimen de Jomeini

Jomeiní en la década de 1970

En un discurso pronunciado el 1 de febrero de 1979 ante una gran multitud después de regresar a Irán del exilio, Jomeini hizo una variedad de promesas a los iraníes para su próximo régimen islámico: un gobierno elegido popularmente que representaría al pueblo de Irán y con el que el clero no interferiría. Prometió que «nadie iba a quedarse sin hogar en este país» y que los iraníes tendrían teléfono, calefacción, electricidad, autobuses y gasolina gratuitos en la puerta de su casa.
Bajo el gobierno de Jomeini, se introdujo la Sharia (ley islámica), y la Guardia Revolucionaria Islámica y otros grupos islámicos obligaron al cumplimiento el código de vestimenta islámico tanto para hombres como para mujeres. Las mujeres debían cubrirse el cabello y los hombres tenían prohibido usar pantalones cortos. Se prohibieron las bebidas alcohólicas, la mayoría de las películas occidentales y la práctica de que hombres y mujeres nadaran o tomaran el sol juntos. El plan de estudios educativo iraní fue islamizado en todos los niveles con la Revolución Cultural Islámica, siendo el «Comité para la islamización de las universidades» la entidad que llevó a cabo esta labor más a fondo. Jomeini prohibió en julio de 1979 la transmisión de cualquier tipo de música que no fuera marcial o religiosa en la radio y la televisión iraníes. Esta proscripción duró diez años (aproximadamente el resto de su vida).
Según Janet Afari, «el régimen recién establecido del ayatolá Jomeini se movió rápidamente a reprimir a las feministas, las minorías étnicas y religiosas, los liberales y los izquierdistas, todo en nombre del islam».

## Muerte y funeral
La salud de Jomeini se deterioró varios años antes de su muerte. Tras pasar once días en el hospital de Jamaran, Ruhollah Jomeini murió el 3 de junio de 1989 tras sufrir cinco infartos en sólo diez días, a la edad de 89 años justo antes de la medianoche. Alí Jamenei lo sucedió como líder supremo. Un gran número de iraníes salieron a las calles para llorar públicamente su muerte y, en el abrasador calor del verano, los camiones de bomberos rociaron agua sobre la multitud para refrescarlos. Al menos 10 dolientes murieron pisoteados, más de 400 resultaron gravemente heridos y varios miles más fueron tratados por las lesiones sufridas en el caos subsiguiente.
Según estimaciones oficiales de Irán, 10,2 millones de personas se aglutinaron a lo largo de la ruta de 32 kilómetros hasta el cementerio de Behesht-e Zahra de Teherán el 11 de junio de 1989, para el funeral del ayatolá Ruhollah Jomeini. Las agencias occidentales estimaron que 2 millones presentaron sus respetos mientras el cuerpo yacía allí.